# Галковский, Дмитрий Евгеньевич
Дми́трий Евге́ньевич Галко́вский (род. 4 июня 1960, Москва) — русский писатель, философ и публицист.

## Биография
Родился 4 июня 1960 года в Москве.
Отец — инженер, мать — портниха. Предки были духовного звания. В 1977 году окончил школу с углублённым изучением немецкого языка № 51. Работал на заводе им. Лихачёва в одном цехе с Леонидом Якубовичем. Работал также лаборантом в Академии бронетанковых войск им. Малиновского.
В 1980 году поступил на вечернее отделение философского факультета МГУ (специализировался по истории античной философии), которое окончил в 1986 году. На работу устроиться не мог, зарабатывал на жизнь нелегальным тиражированием и продажей запрещённой литературы.
В 1987 году написал философский роман «Бесконечный тупик».
Сотрудничал в 1988—1989 годах с самиздатским журналом Александра Морозова «Параграф».

Получил известность после публикации в «Независимой газете» (12 ноября 1991) скандальной статьи, написанной в форме письма к Михаилу Шемякину, в которой Галковский делится своими размышлениями о поколении «шестидесятников»: 
Что такое для меня, человека другого поколения, «эпоха шестидесятых» ? Наверное — время людей с человеческим лицом... и булыжником вместо сердца. Шестидесятники были крепкими ребятами, забивавшими железными копытами насмерть всех и вся. <...> Они пришли в этот мир с ощущением, что им чего-то недодали, причем на животном уровне: пожрать, поспать, порезвиться на травушке-муравушке. <...> Шестидесятники прошли по головам слабо сопротивляющихся и малочисленных старших братьев и отцов, сожрали и изгадили золотой запас природы, капитал будущих поколений: выкачали нефть, извели леса, понастроили сотни бездарных и глупых городов, пустили в космическую трубу труд последнего поколения русского крестьянства. <...> Когда это поколение исчерпало себя? Когда оно стало мешать, стало «заживать чужой век»? К восьмидесятым годам, после тихой гибели коммунального ада, уже явно.
Некоторое время пользовался покровительством Вадима Кожинова, который в 1990 году устроил его в журнал «Наш современник», а в 1991 году помог опубликовать фрагмент «Бесконечного тупика» в журнале «Советская литература». Другие фрагменты в 1991—1992 годах были опубликованы в «Литературной газете», «Новом мире», «Континенте» и других изданиях. В «Новом мире» напечатаны также статья «Поэзия советская» (1992, № 5) и сценарий фильма «Друг Утят» (2002, № 8). В начале 1990-х годов преподавал в Московском театральном лицее. Участвовал также в коммерческих проектах.
После серии полемических статей 1992—1993 годов («Андеграунд», «Разбитый компас указывает путь», «Устранение недостатка», «Стучкины дети») отказался сотрудничать с российской (по его терминологии, «советской») прессой, обвинив её в травле своего творчества.
В 1995 году выступил с диагнозом русской философии и литературе, написал статью «Русская политика и русская философия», опубликованную в сборнике «Иное» (проект Глеба Павловского).
В 1997 году тиражом 500 экземпляров (нумерованных) издал «Бесконечный тупик».
В 1996—1997 годах Галковский издавал собственный журнал «Разбитый компас» (вышло 3 номера). В январе 1998 года создал сайт «Самиздат. Виртуальный сервер Дмитрия Галковского». Автор «Святочных рассказов», которые печатались в 2001—2003 годах в «Литературной газете», «Независимой газете», «Дне литературы», в газете «Консерватор». Составитель антологии советской поэзии «Уткоречь», изданной в 2002 году. С октября 2003 года ведёт Живой Журнал. В 2003 году вышел сборник статей «Пропаганда», в 2004 — «Магнит». В 2005—2006 годах публиковался в интернет-газете «Взгляд», в 2007 — в журнале «Русская жизнь». В 2007 году вышло третье издание «Бесконечного тупика», это издание стало первым официальным.
1 июня 2017 года Галковский в магазине «Библио-Глобус» представил свою книгу «Николай Ленин. Сто лет после революции».
По результатам опроса, проведённого сайтом OpenSpace.ru, в котором было отдано более 40 тысяч голосов, Галковский занял 12 место среди самых влиятельных интеллектуалов России.
5 мая 2018 года Галковский стал вести свой YouTube-канал.

### Семья
Жена Галковская Наталья Вячеславовна. Свадьба состоялась 16 декабря 2012 года. Трое сыновей:
- Георгий Галковский (26.09.2013);
- Геннадий Галковский (05.10.2015);
- Денис Галковский (02.09.2018).

### Рецензия на биографию
По мнению Галковского, биография, написанная выше (точнее, её версия без учёта изменений, совершённых после начала 2014 года), «…верная, но рассогласованная и неуместная…».

### Вариант самохарактеристики из статьи в блоге
Обо мне как писателе написано энное количество текстов, как правило во всякого рода учебниках и научных пособиях. И там постоянно решаются две «промблемы»: постмодернист я или нет, и к какому направлению постмодернизма принадлежу. А какое это имеет значение? Это ерунда «ни уму ни сердцу».
Нет, чтобы написать ПРАВДУ:
«Дмитрий Евгеньевич Галковский, русский писатель. Из-за своего социального и этнического происхождения всю жизнь бойкотировался властями СССР, и затем РФ. Несмотря на очевидные литературные способности, до сих пор не смог опубликовать ни одной своей книги. Известность приобрёл благодаря интернету. Однако в интернете же против Галковского ведётся планомерная кампания, изображающая его психически больным человеком и скандалистом. Между тем известно, что Галковский уравновешенный и общительный человек с университетским образованием, трезвенник, председатель клуба блогеров».

## Характеристика творчества
С середины 1990-х Галковский увлекается сетевыми компьютерными играми и Интернетом вообще. Роман «Бесконечный тупик» был построен как гипертекст задолго до эпохи информатизации.
Среди научных политологов считается теоретиком русского национализма.

## Аналитические схемы, получившие известность
Для прояснения материала для широкой аудитории Галковским были использованы различные схемы, абстрагированно описывающие те или иные ситуации. По прошествии времени некоторые из них (концепция «гегемон-субгегемон»; концепция «криптоколонии»; концепция «предела оптики» в истории) получили известность среди широкой публики и были ошибочно причислены к научным воззрениям Галковского.
В результате неправильного понимания Галковский в 2014 году дал свои пояснения относительно них:

...На самом деле я говорил об оппозиции «гегемон-субгегемон» (и говорил открытым текстом) лишь как об умозрительной схеме, помогающей дилетантам хоть как-то разбираться в хитросплетениях реальной дипломатической истории. Это что-то вроде мнемонического приёма «Каждый Охотник Желает Знать Где Сидит Фазан», помогающего запомнить количество, качество и последовательность цветов видимого спектра светового излучения, но не имеющего никакого отношения к оптике как конкретной физической дисциплине...
...То же самое можно сказать о термине «криптоколония». Это некоторая условность, позволяющая дилетантам взглянуть на подлинное устройство и управление конкретным государством. Реально же здесь ведётся речь о многоступенчатости понятия суверенитета...
— Дмитрий Галковский
Дмитрий Галковский не единственный, кто изобрёл термин «криптоколония». Майкл Херцфельд в своей статье 2002 года рассматривает такие страны как Греция и Таиланд как «криптоколонии», причём использует термин «криптоколония» примерно в том же смысле, что и Галковский.

## «Утиное движение»
Дмитрий Галковский является основателем «Утиного движения», манифест которого он опубликовал в своём «Живом Журнале» в 2011 году. Помимо манифеста, суть движения раскрывается Галковским, в написанном им сценарии к фильму «Друг Утят».

## Критика
Главный редактор «Нового Мира» Андрей Василевский в рецензии на «Основной текст» «Бесконечного тупика» отмечает, что сначала считал «Бесконечный тупик» одной из самых значимых книг 1980-х годов — не по литературным достоинствам, а по влиянию: она сдвинула культурные пласты, стала явлением. Тогда он воспринимал её как собрание примечаний к несуществующему, мифологическому тексту — и это придавало книге особую силу. Позже был опубликован «исходный текст» — философское размышление Галковского о Розанове. Но публикация рецензента разочаровала: реальный текст оказался слабее предполагаемого..
В рецензии на «Разбитый компас» критик «Знамени» Виктор Широков видит «немаловажное культурологическое свидетельство нашего времени», «частное предприятие честного человека», поддерживает положительную программу Галковского, однако критикует его за «отработанную и продуманную методику литературной провокации».
Публицист и критик Илья Смирнов отрицательно оценивает идеологию и творчество Галковского, считая «Бесконечный тупик» «черносотенным трактатом», не романом, а «политической публицистикой», а высокую оценку творчества Галковского литературным сообществом относит к признакам его деградации.
Творчество Галковского неоднократно изучалось литературоведами, ему посвящён ряд диссертаций.
Взгляды Галковского-публициста и философа анализируют и учёные других специальностей:
- историк И. В. Юрченко включает его суждения о деградации государства в широкий контекст мировой общественной мысли[28];
- социолог А. С. Ваторопин относит его к «современным представителям русского самосознания»[29]

## Рейтинги и награды
- Лауреат литературной премии «Антибукер» за 1997 год (от премии отказался: «Хочу, чтобы будущие поколения интеллигентов могли зарабатывать на жизнь своим трудом, а не выклянчивать подачки у их же грабящих бесчисленных покровителей и благодетелей»)[30].
- По результатам опроса, проведённого в 2009 году сайтом Openspace, в котором было отдано более 40 тысяч голосов, Галковский занял 12-е место среди самых влиятельных интеллектуалов России, обойдя писателя Бориса Акунина, телеведущего Владимира Познера, писателя Виктора Шендеровича и других представителей творческой интеллигенции[31].

## Галковский в культуре и искусстве
- Один из главных героев книги Виктора Пелевина «Искусство лёгких касаний» — автор выдуманного 2000-страничного философско-эротического трактата, философ и историк, специалист по масонам Константин Параклетович Голгофский, который расследует и изобличает вселенский заговор и раскрывает суть новой информационной войны между Россией и Америкой[32][33].
- В третьей части романа Виктора Пелевина «Лампа Мафусаила, или Крайняя битва чекистов с масонами» под названием «Храмлаг» пересказывается якобы научная статья профессора Голгофского о ссыльных масонах, которые строили на Новой Земле портал для контакта с Богом, обрели сверхспособности и зародили всю советскую блатную культуру[34].

## Основные работы
Работы представлены в хронологическом порядке по дате первого издания:
- Галковский Д. Е. Бесконечный тупик. — Самиздат, 1997.
- Разбитый компас : журнал. — Самиздат Галковского Д. Е., 1996-? (№ 1 — 105 экз., № 2 — 200 экз., № 3 — 500 экз.)[36]
- Галковский Д. Е. Николай Ленин. Сто лет после революции. 2331 отрывок из произведений и писем с комментариями. — М., 2019 (написано в 1997 г.). — 810 с. — ISBN 9785990978478. — ISBN 5990978472.
- Галковский Д. Е. Уткоречь : антология советской поэзии / Галковский Д. Е. — Псков: GUP, 2002. — ISBN 5945420131. — ISBN 9785945420137.
- Галковский Д. Е. Друг утят : сценарий фильма // Новый мир : журнал. — 2002. — № 8. — ISSN 0130-7673.
- Галковский Д. Е. Пропаганда : сборник статей за 1990—1997 годы. — Псков: POT, 2003. — 445 с. — ISBN 5345420395.
- Галковский Д. Е. Магнит : сборник статей за 2001—2004 годы. — Псков: Самиздат Галковского Д. Е., 2004. — 455 с. — ISBN 5945421197. — ISBN 9785945421196.
- Галковский Д. Е. Два идиота : сборник статей. — М.: Издательство Дмитрия Галковского, 2009. — 365 с. — ISBN 5902466040. — ISBN 9785902466048.[37]
- Галковский Д. Е. Николай Ленин : сто лет после революции : 2331 отрывок из произведений и писем с комментариями. — М.: Книжный мир, 2017. — ISBN 5990978472. — ISBN 9785990978478.
- Галковский Д. Е. Письма сестры. — М.: Издание книжного магазина «Циолковский», 2019. — 176 с. — ISBN 978-5-6041822-7-7.
- Галковский Д. Е. Лепорелло. — М.: Издательство книжного магазина «Циолковский», 2020. — 448 с. — 2030 экз. — ISBN 978-5-604 1822-8-4.
- Галковский Д. Е. Глегли. — М.: Издательство книжного магазина «Циолковский», 2024. — 464 с. — 2000 экз. — ISBN 978-5-605 0919-5-0.

Электронные тексты
- «Самиздат» — сервер Дмитрия Галковского
- «Утиная ПРАВДА» — старый сайт «Издательства Дмитрия Галковского»
- «Новая утиная ПРАВДА» — новый сайт «Издательства Дмитрия Галковского»